# 易熹
易 熹（えき き）は、清末民初の詩文・書画・篆刻・音楽などに長けた多芸多才の文人である。
最初、名を廷熹、字を季復、号を魏斎としていたが、後に名を孺、字を大厂（だいがん）、号を韋斎とした。その他に別号が多く、侍公・屯老・念翁・不玄などがある。

## 略伝
科挙の受験資格である童試に合格し秀才となった後に広州広雅書院に入学。朱一新・張延秋・廖廷相らから考証学を学び優れた成績を修めた。その後、上海震旦書院に入り、日本の師範学校にも留学した。フランス語と日本語に堪能だったという。帰国後、陳伯陶の招きに応じて曁南大学と上海音楽学院で教官を務めた。またこの頃楊仁山から浄土宗を学び、その思想や学問研究に大きな影響を受ける。主に北京と上海に住んだ。
詩・詞（宋詩）・作文に巧みで、詩文は草稿を作ることなく即興で詠んだ。填詞や歌曲の作成にもマニュアル本を必要とせず、韻律を知り尽くしていた。書においても篆書・隷書・草書・楷書のすべてに優れ、誰か特定の書家に倣ったわけではなく、金石文に範を持った。画は山水画・花卉画を得意とした。
最も得意としたものは篆刻と填詞であると自ら認めている。篆刻は黄士陵を範としたが、周・秦・漢の古印を独学で学び、古拙で味わい深い作風であった。
填詞は、徹底して格率を遵守しながら古人の詞を一句ずつ抜き出して集め、原義を守って配置しているにも拘らず、全く自然な詞を構築した。また訓詁学・声韻論にも非常に造詣が深かった。
さらに韋斎の号で、音楽家の蕭友梅と共に、時代性と民族性に富んだ楽曲を作曲した。
上海にて逝去。享年69。

## 著書
- 『孺斎印存』
- 『玦亭印譜』
- 『雙清池館集』
- 『大厂詞稿』
- 『大厂画集』
- 『韋斎曲譜』
- 『集宋詞帖』
- 『楊花新聲』
- 『識字辞典』
- 『壽樓春課』